# Omul numit Flintstone
Omul numit Flintstone (engleză The Man Called Flintstone) este un film de animație din 1966 produs de Hanna-Barbera Productions și realizat de Columbia Pictures. Este al doilea film de lung metraj Hanna-Barbera, după Hey There, It's Yogi Bear! (1964). Filmul este un spin-off cinematografic al serialului Familia Flintstone și este finalul acestuia, făcut imediat după ce producția serialului s-a încheiat. Titlul de lucru al filmului a fost That Man Flintstone, cu posterul filmului avându-l pe Fred în aceeași manieră ca posterul lui Bob Peak pentru Our Man Flint. Filmul este o parodie a filmelor cu James Bond.
În timp ce filmul conține numeroase interludii muzicale, printre care un cântec efectuat de Louis Prima, tema muzicală a serialului însăși nu a fost folosită. Deși, comploturi din diversele episoade ale serialului sunt folosite, printre care un episod în care Fred este implicat într-o caperă de spionaj, imitând filmul Goldfinger, și altul unde el îl întâlnește pe JL Gotrocks, cel mai bogat om din lume, și dublura sa exactă.
Filmul a rulat și în România pe Cartoon Network (în cadrul lui Cartoon Network Cinema) și mai apoi pe Boomerang (în cadrul lui Boomerang Cinema).

## Premis
Agentul secret Rock Slag este rănit în timpul unei fugăriri iar șeful său decide să îl înlocuiască cu Fred Flintstone, care se întâmplă să arate exact ca el. Această călătorie îl duce pe Fred în Paris și Roma, ceea ce e bine pentru Wilma, Barney, și Betty. Însă Fred trebuie să dejoace planul malefic al misteriosului răufăcător Gâsca Verde pentru o rachetă distructivă fără ca soția și prietenii săi să știe.

## Legături externe
- Omul numit Flintstone la Internet Movie Database
- Omul numit Flintstone la Allmovie